# كارلا صوفيا غاسكون
كارلا صوفيا غاسكون (ولد في 31 مارس 1972) هو ممثل وكاتب إسباني. ظهر في عدد من المسلسلات والأفلام بما في ذلك سيد السماء (2013) و دور بيدرو بينتادو في فيلم كوميدي مكسيكي نحن النبلاء عام 2013، كما ظهر في في إيناكي إيزاريتا في مسلسل تلفزيوني درامي أمريكي سيد السماوات عام 2014. أصبح أول ممثل متحولة جنسياً بشكل علني في عام 2024 يفوز بجائزة أفضل ممثلة في مهرجان كان السينمائي عام 2024 مشاركة مع زملائه في بطولة فيلم كوميدي موسيقي إيميليا بيريز، حيث لعب دور الشخصية الرئيسية، على الرغم من بدأ مسيرته السينمائية في المسلسلات المكسيكية وفي التلفزيون الإسباني تحت إسم كارلوس جاسكون ، إلا أن تحوله الجنسي في سن 46 عامًا تعتبر ولادة جديدة بإسم كارلا صوفيا، الاسم الذي ارتبط في صناعة تاريخه السينمائي كأول رجل متحولة جنسيًا يحصل على جائزة أفضل ممثلة في مهرجان كان السينمائي 2024.
في البدايات تمكن من الحصول على بعض الأدوار في إسبانيا بعد دراسة التمثيل السينمائي في مدرسة التصوير السينمائي والسمعي البصري بجماعة مدريد، إلا أن المخرج المكسيكي جولييان باستور، الذي أقنعه بالانتقال إلى المكسيك بحثًا عن الأدوار وهناك بدأت حياته المهنية تتشكل مع دخوله في المسلسلات التليفزيونية.

## روابط خارجية
- كارلا صوفيا غاسكون في قاعدة بيانات الأفلام على الإنترنت